# Skolenævn
Skolenævn var folkevalgte udvalg, der fandtes ved landets folkeskoler i perioden 1970-89.
Skolenævnene havde bl.a. indflydelse på godkendelsen af skolernes fag- og timefordeling.
Skolenævnene afløstes af skolebestyrelser.